# نهشته‌های سطحی
نهشته‌های سطحی (به انگلیسی: Superficial deposits) (یا نهشته‌های رویی، Surficial deposits) به نهشته‌های زمین‌شناسی معمولاً در سن کواترنر (کمتر از ۲٫۶ میلیون سال قدمت) گفته می‌شود. این رسوبات تثبیت‌نشده اخیر از نظر زمین‌شناسی ممکن است شامل کانال جویبارها، دشت سیلابی، ماسه‌های ساحلی، شن‌های دامنه‌واریزه‌ای و رانش یخبچالی و یخ‌رفت باشد. تمام نهشته‌های پیش از کواترنر را سنگ بستر می‌نامند.